# Turka (dopływ Łęgu)
Turka – struga, prawy dopływ Łęgu o długości 17,7 km w województwie podkarpackim.

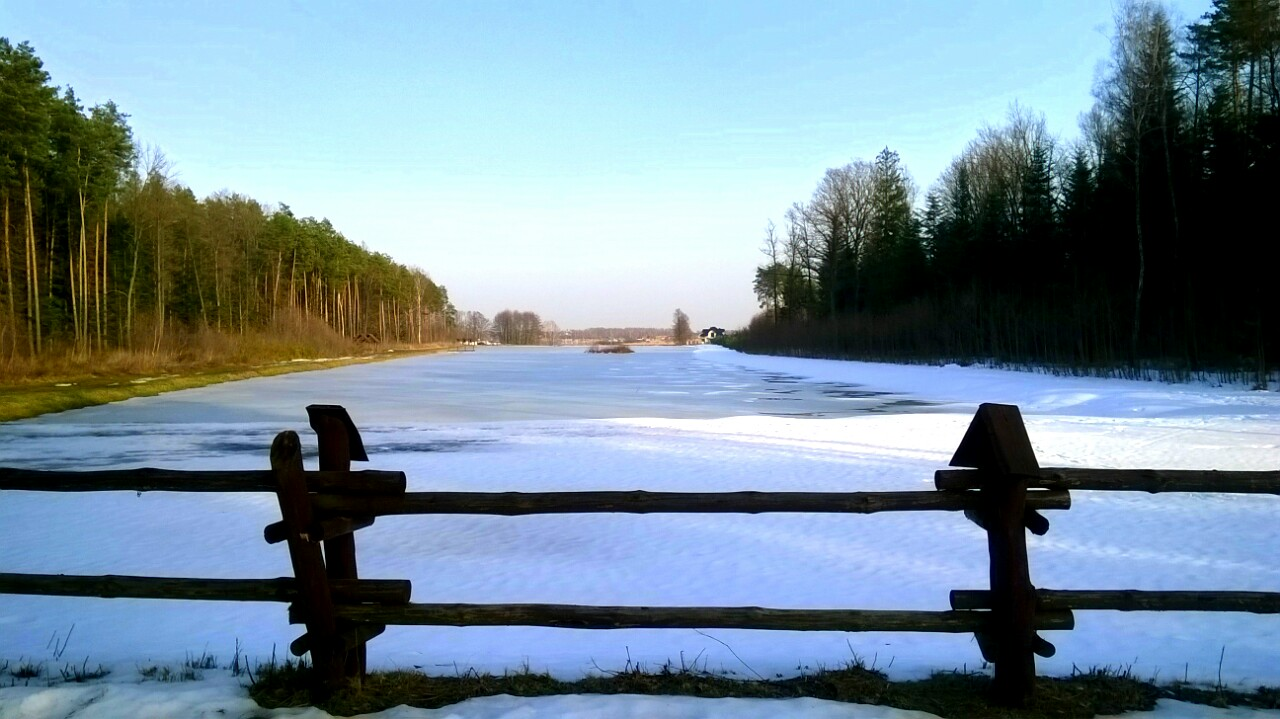
Zbiornik wodny na Turce

Struga wypływa na wysokości 235 m n.p.m. z leśnych obszarów położonych na zachód od Sokołowa Małopolskiego. Przepływa przez tereny dwóch gmin Sokołów Młp. oraz Raniżów. W górnym biegu znajduje się retencyjny zbiornik wodny Zbiornik Turza, którego podstawowym celem jest zatrzymanie wód opadowych w przyległym kompleksie leśnym. Ciek uchodzi do Łęgu na obszarze wsi Wola Raniżowska.